# Giovanni Sartori
Giovanni Sartori (ur. 13 maja 1924 we Florencji, zm. 4 kwietnia 2017 tamże) – włoski teoretyk polityki, specjalizujący się w dziedzinie techniki porównań systemów politycznych, ustrojów w przestrzeni geopolitycznej lub w przestrzeni historycznej.

## Życiorys
W 1946 został doktorem na Uniwersytecie we Florencji we Włoszech. Pełnił funkcję dziekana Instytutu Nauk Politycznych w latach 1969–1972. Był także profesorem na wydziale humanistycznym Uniwersytetu w Columbii w zakładzie teorii polityki w latach 1979–1994, pozostał tam aż do uzyskania tytułu profesora emerytowanego (1994). Laureat prestiżowej Nagrody Księcia Asturii.
Przyczynił się w dużym stopniu do stworzenia nowej teorii demokracji oraz systemów partyjnych. Według Sartoriego systemy partyjne nie powinny być oceniane ze względu na liczbę partii, ale przez ewolucję mechanizmów, które kierują ich pracą, co przyczyniło się do stworzenia pojęcia „znaczącej partii”. Według tego badacza instytucje polityczne winne być wzbogacone o merytoryczne studia nad naukami politycznymi, aby usprawnić ich działanie.

## Wybrane publikacje
- Teoria demokracji, Wydawnictwo Naukowe PWN, 1996.
- Partie i systemy partyjne, Cambridge University Press, 1976.